# Darkness Dynamite
Darkness Dynamite est un groupe de metalcore français, originaire de Paris. Ils participent à de nombreuses tournées aux côtés de groupes internationaux tels que Korn, Sevendust, Becoming the Archetype, Bring Me The Horizon, Architects, Blessed by a Broken Heart, Inhatred, Maroon, et Job for a Cowboy, entre autres. Le style musical de Darkness Dynamite intègre une sonorité heavy metal et s'inspire de groupes des années 1980 tels que Metallica, Guns n' Roses, Pantera et Sepultura.

## Biographie
Darkness Dynamite est initialement fondé à Paris en 2006, officiellement en 2007,, par Zack Larbi et Nicolas Sarrouy (guitares), Eddie Czaicki (chant), Christophe De Oliveira (basse), et Alexandre Desmonts (batterie), initialement en tant que groupe de deathcore et metalcore. Peu après la création du groupe, ils font paraître deux EP : un sous le titre de Through the Ashes of the Wolves en juin 2007 et un autre titre portant le même nom que le groupe. À la suite de la parution de ces EP, le groupe décide de passer à la vitesse supérieure et de créer un album. Cependant, à la suite de différends musicaux avec son ancien chanteur, celui-ci se voit remplacer par Junior Rodriguez (Dick Rivers, Sublime Cadaveric Decomposition, Inhatred). En 2007 également, Nelson Martins remplace Nicolas à la guitare, puis le groupe débute la composition et l'enregistrement de son premier album.
En janvier 2009, le label Metal Blade Records annonce sa signature avec le groupe et la future parution de leur album en juin cette même année,. En mai 2009, le groupe fait paraître sa chanson 15$, du futur album, sur son profil Myspace. Leur premier album, intitulé The Astonishing Fury of Mankind, est commercialisé le 9 juin 2009. Le mixage et le mastering de l'album ont été effectués par Remyboy (Mats & Morgan, Demians, Syn) au studio Ahddenteam de Lille, et la production par Stéphane Buriez, chanteur de Loudblast et producteur de groupes comme L'Esprit du clan, Black Bomb A et Loudblast,. Cette même année (2009), le groupe annonce l'arrivée du batteur Julien Granger (ex membre de Four Question Marks, et Today Is The Day), offrant ainsi une sonorité plus agressif et plus mature que lors des précédentes compositions.
En 2010, Darkness Dynamite fait une tournée européenne avec le groupe metalcore allemand Callejon. Leur second album Under The Painted Sky est commercialisé le 13 mai 2013, au label At(h)ome,.
Après une participation à l'édition 2014 du Hellfest, le groupe tombe en inactivité.

## Membres

### Membres (line-up final)
- Zack Larbi - guitare (2006-2014)
- Christophe De Oliveira - basse (2006-2014)
- Nelson Martins - guitare (2007-2014)
- Junior Rodriguez - chant (2008-2014)
- Vincent Wallois - batterie (2010-2014)

### Anciens membres
- Nicolas Sarrouy (ex membre de Mass Hysteria) - guitare (2006-2007)
- Eddie Czaicki (ex membre de Betraying the Martyrs) - chant (2006-2008)
- Julien Granger (ex membre de Today Is The Day et Four Question Marks) - batterie (2009-2010)
- Alexandre Desmonts - batterie (2006-2009)